# Церква душ Анжуш
Церква Богоматері Ангелів (порт. Igreja de Nossa Senhora dos Anjos), більш відомий просто як Igreja dos Anjos — римо-католицька парафіяльна церква, розташована в Лісабоні, Португалія.

## Історія
Парафія Анжуша була створена Енріке Португальським, розділивши територію від великої парафії Санта-Жушта. Резиденцією новоствореної парафії була невелика каплиця (ерміда) Богоматері Ангелів — ця маленька каплиця була згодом розширена в 17 столітті, за правління короля Португалії Філіпа III.
Первісна церква була знесена в 1908 році, щоб створити дорогу для великої магістралі, Авеніда Д. Амелія (названа на честь королеви Амелії Орлеанської; перейменована в Авеніду Алміранте Рейш незабаром після революції 5 жовтня 1910 року, вшановуючи одного з республіканських революціонерів). Церква була перебудована на західній стороні проспекту архітектором Жозе Луїшем Монтейро: Монтейро дотримувався пропорцій первісної церкви, але надав їй більш виражений неокласичний фасад.

## Інтер'єр

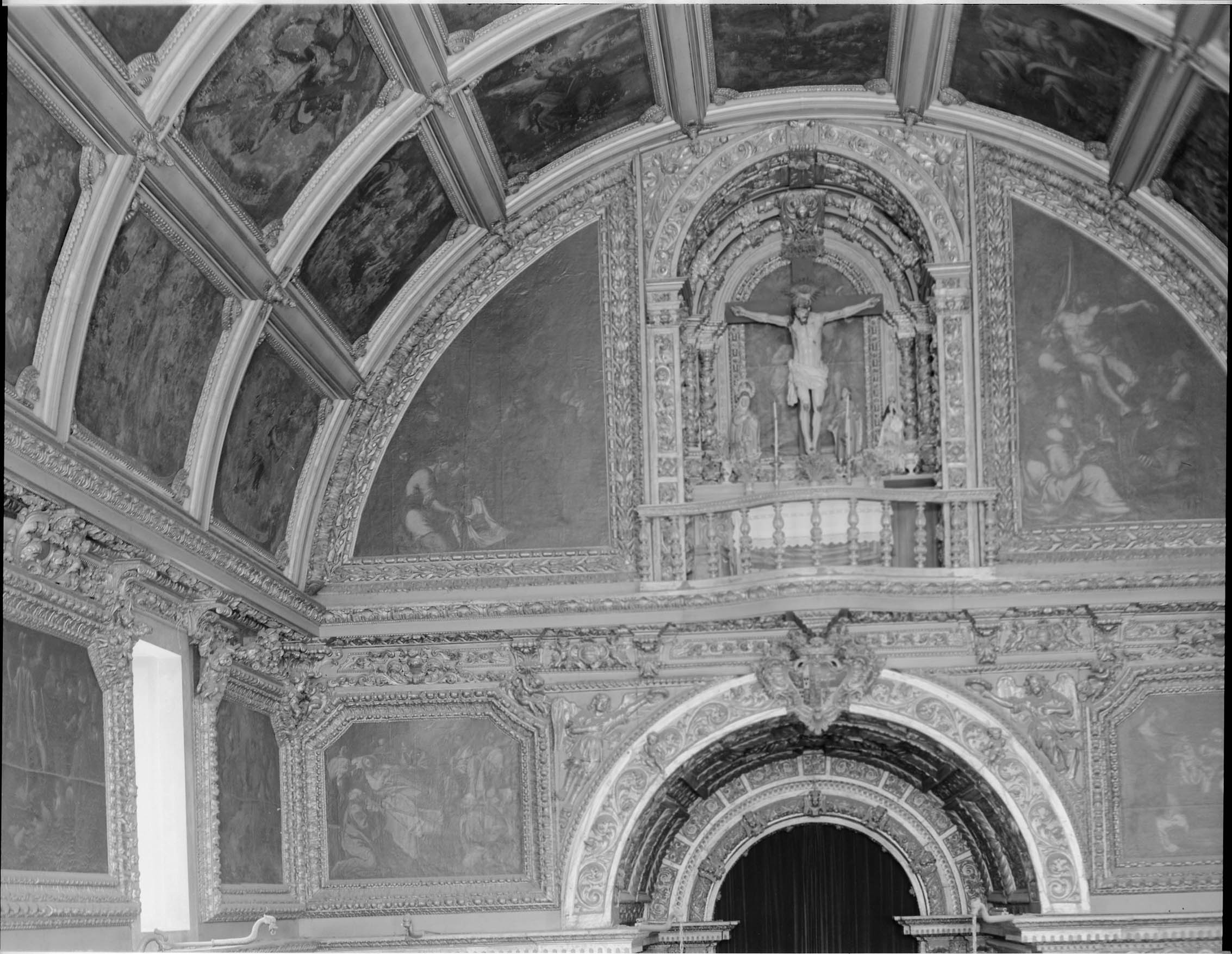
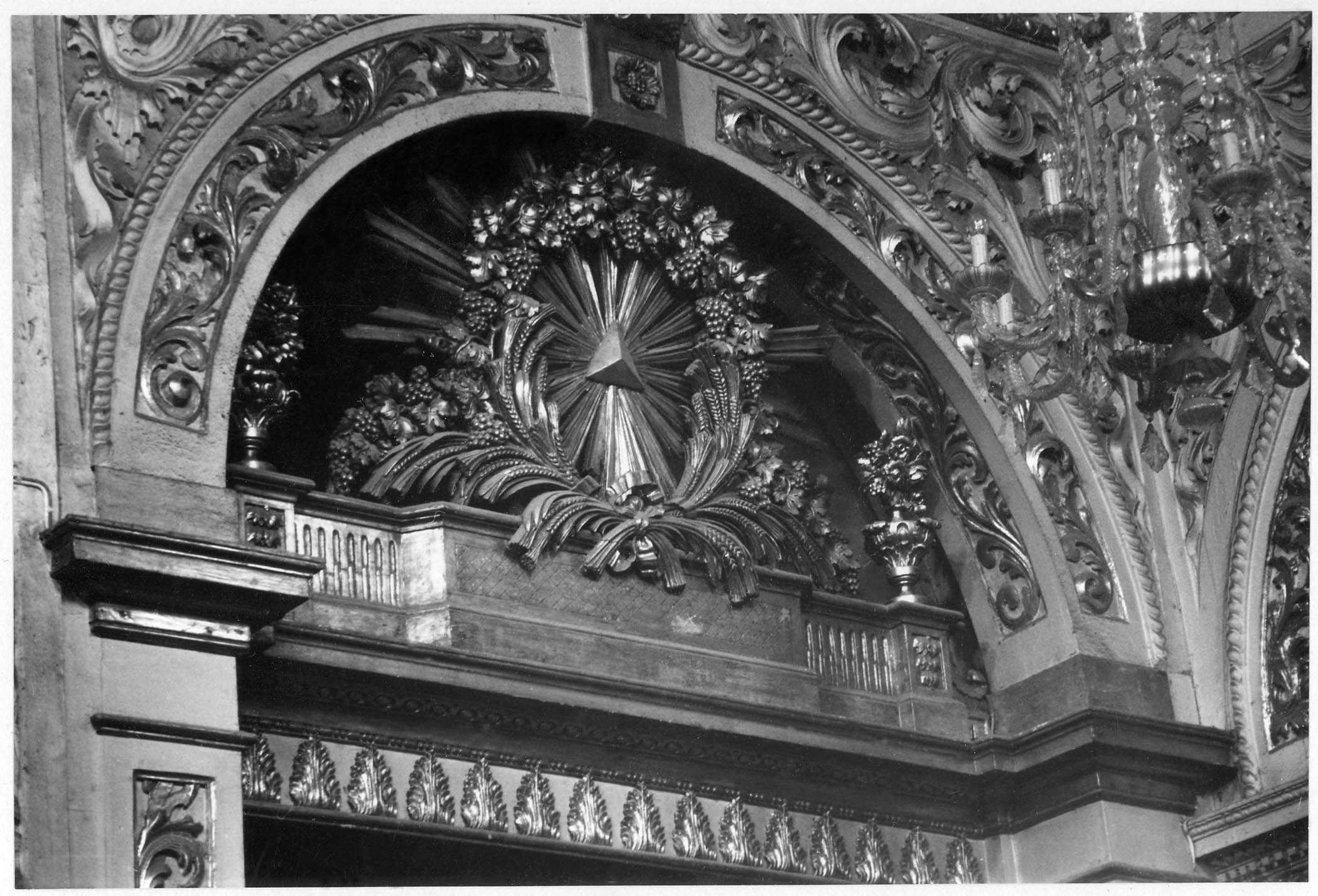
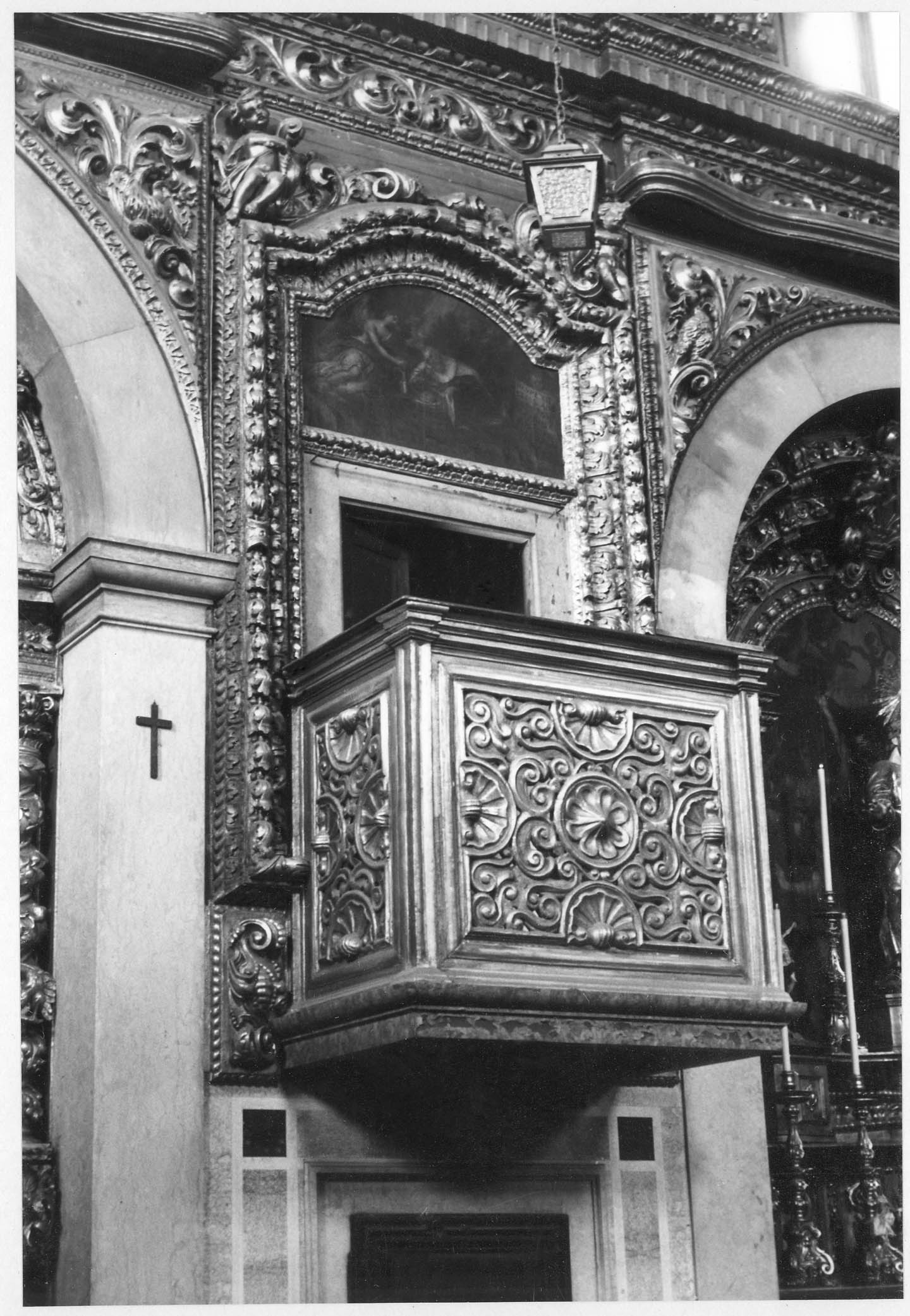
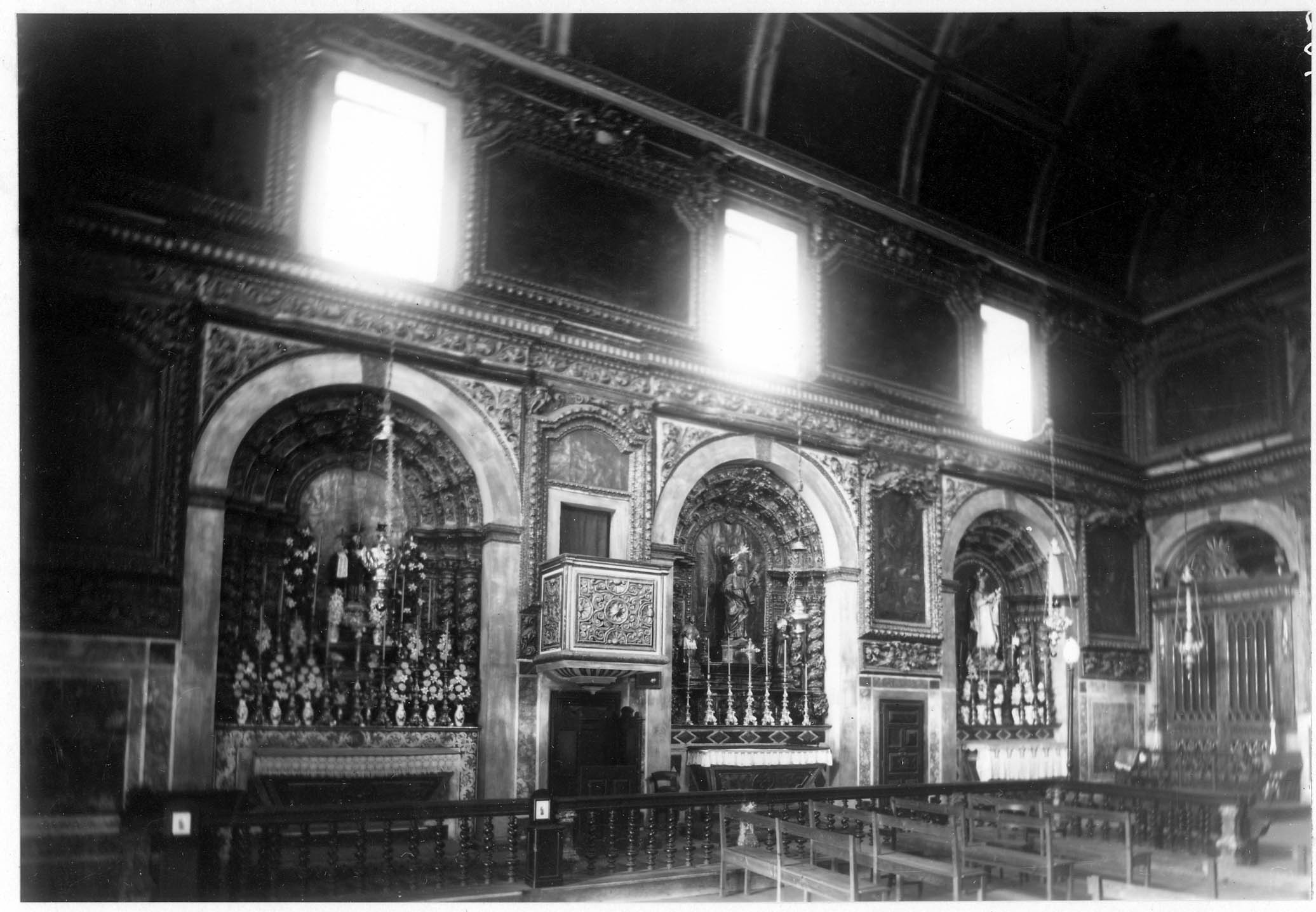
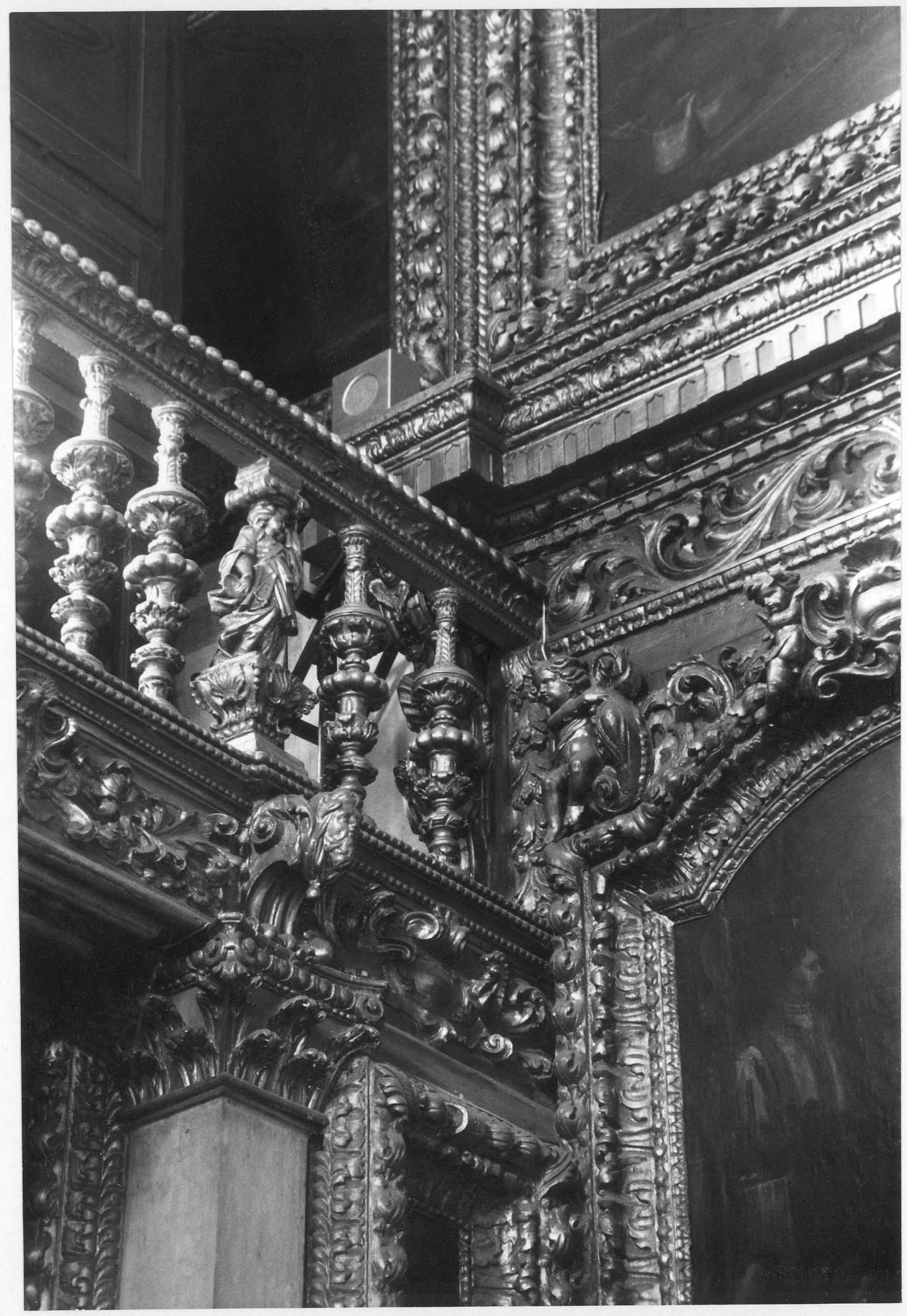
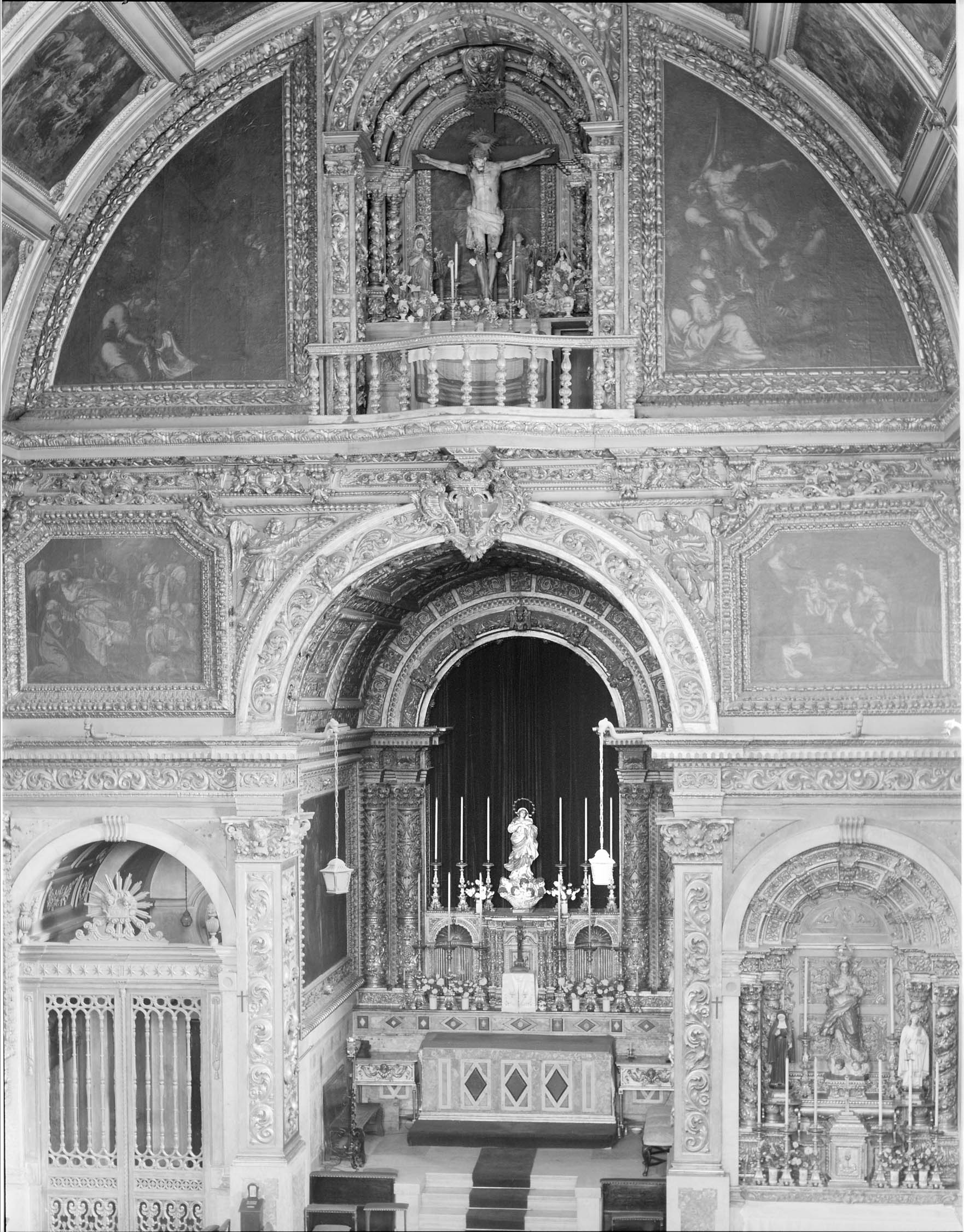
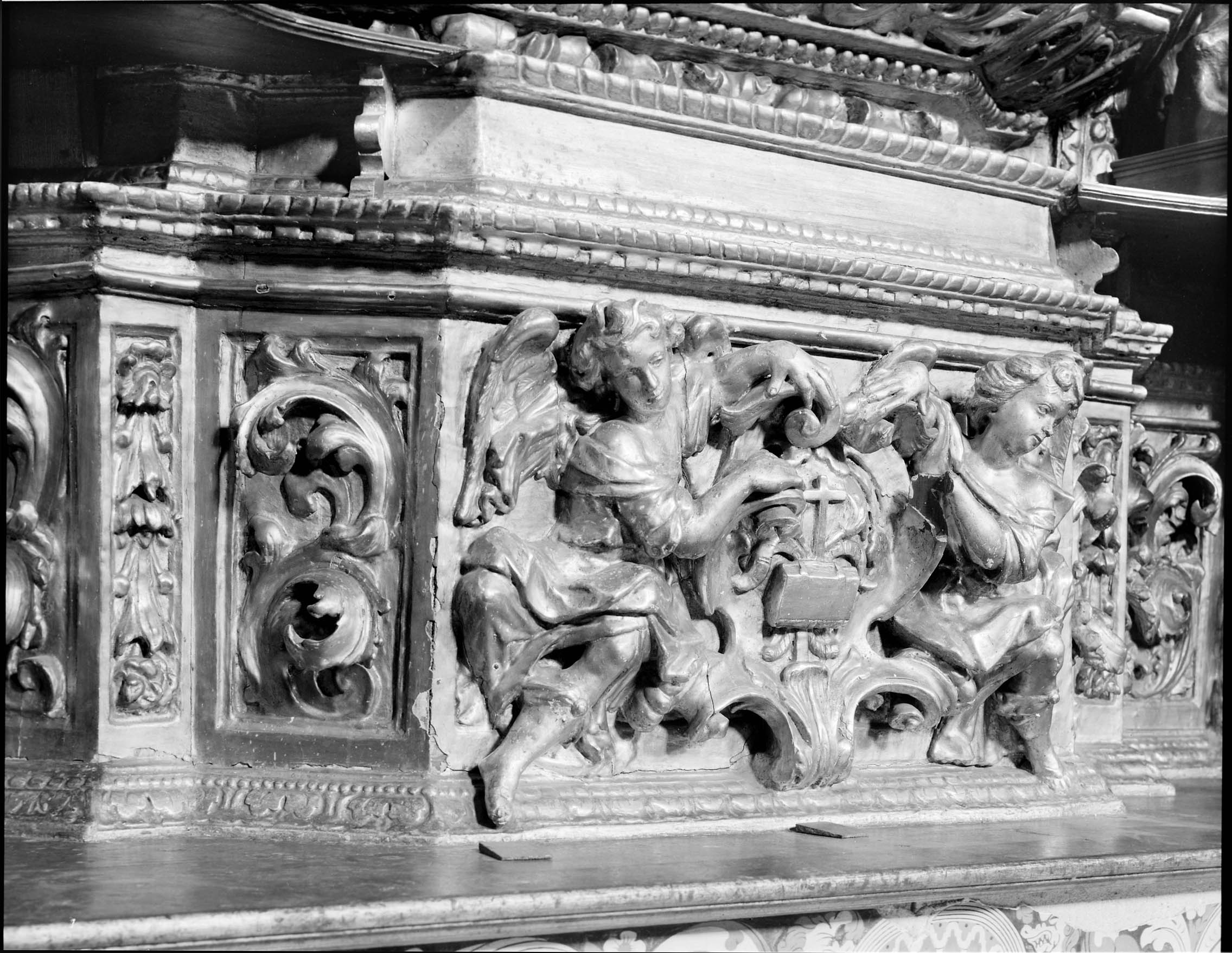

Барокові інтер'єри первинної церкви XVII та XVIII ст. повністю збереглись і перенеслися до нової, і їх можна спостерігати і сьогодні; деякі картини ще старші, обидві — панно художника-маньєриста із зображенням святої Ірини, що загоює рани святого Себастьяна, а також рідкісна картина святого Антонія Лісабонського (у ризниці) датується 16 століттям.